# Atsalama
Atsalama – wieś w Estonii, w prowincji Virumaa Wschodnia, w gminie Mäetaguse. Wypływa z niej rzeka Rannapungerja, która wpada do jeziora Pejpus.

## Liczba mieszkańców wsi w latach 2002–2014
| Rok  | Liczba ludności |
| 2002 | 92              |
| 2003 | 93              |
| 2004 | 94              |
| 2005 | 96              |
| 2006 | 93              |
| 2007 | 99              |
| 2008 | 98              |
| 2009 | 98              |
| 2010 | 94              |
| 2011 | 91              |
| 2012 | 90              |
| 2013 | 102             |
| 2014 | 103             |